# Bergheim (Duisburg)
Bergheim ist ein Duisburger Stadtteil im Stadtbezirk Rheinhausen. Bergheim hat 20.316 Einwohner (Stand: 31. Dezember 2023).

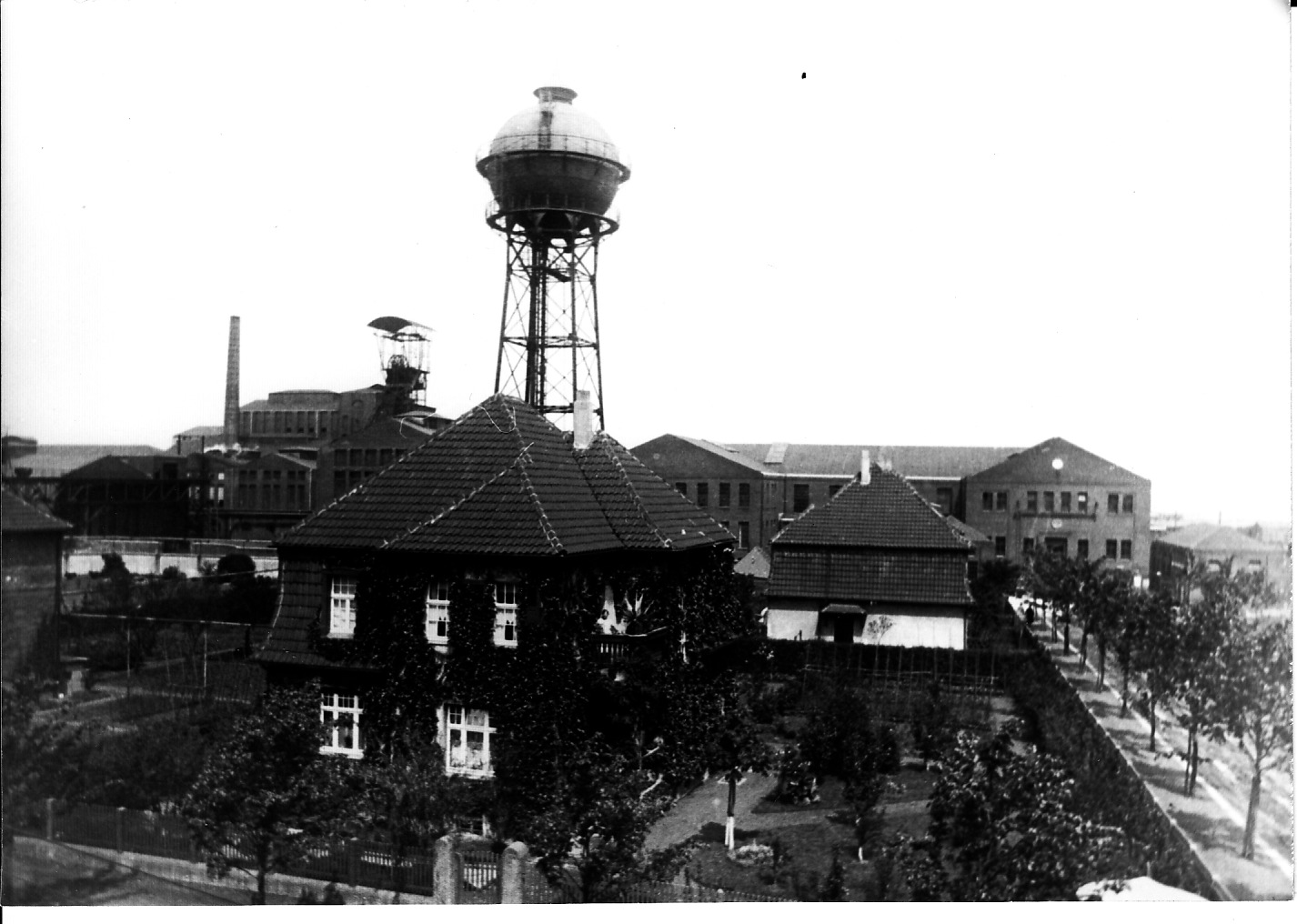
Zeche Wilhelmine Mevissen, ca. 1915

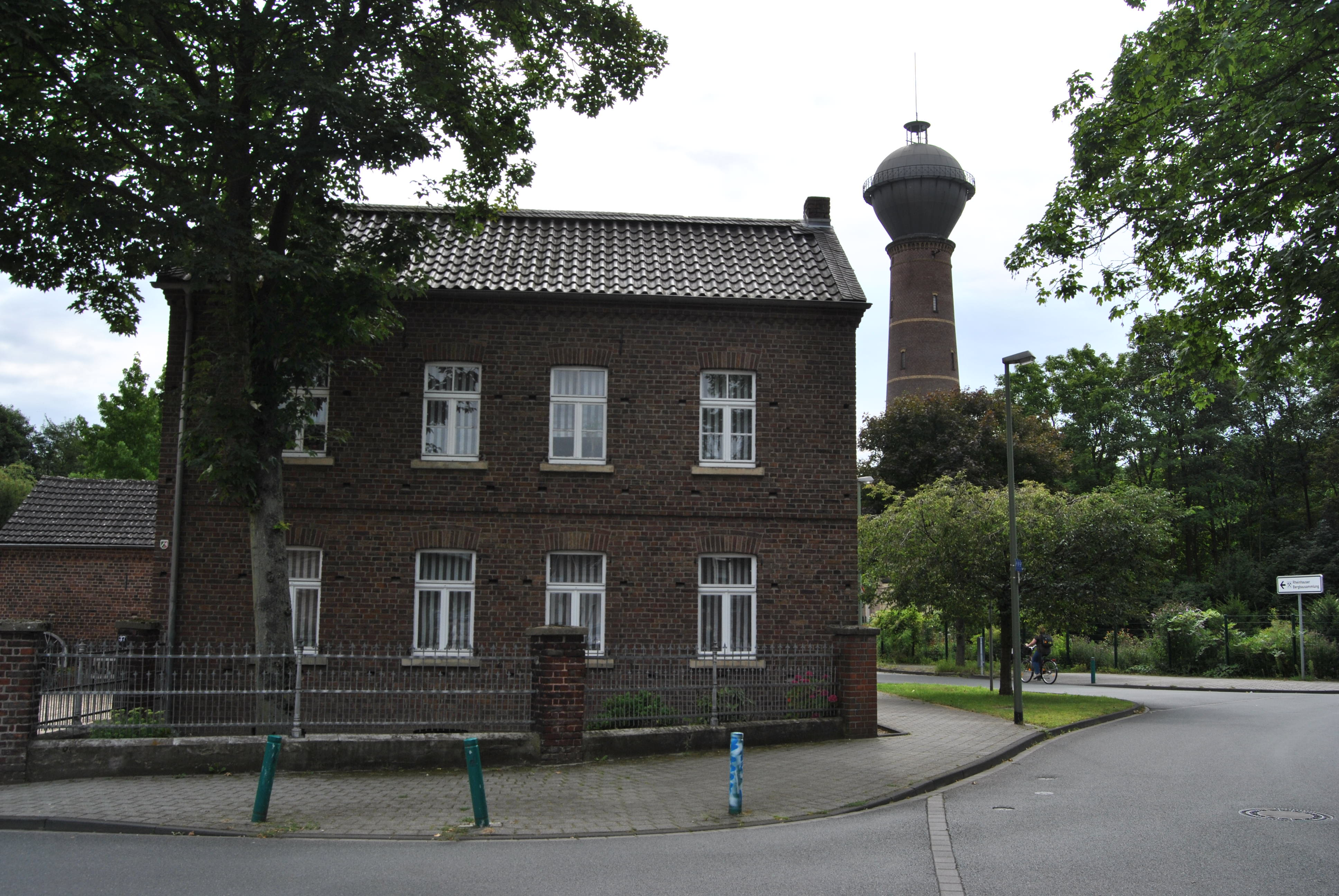
Denkmalgeschützter Grashof (erbaut 1887) neben Bergheimer Wasserturm

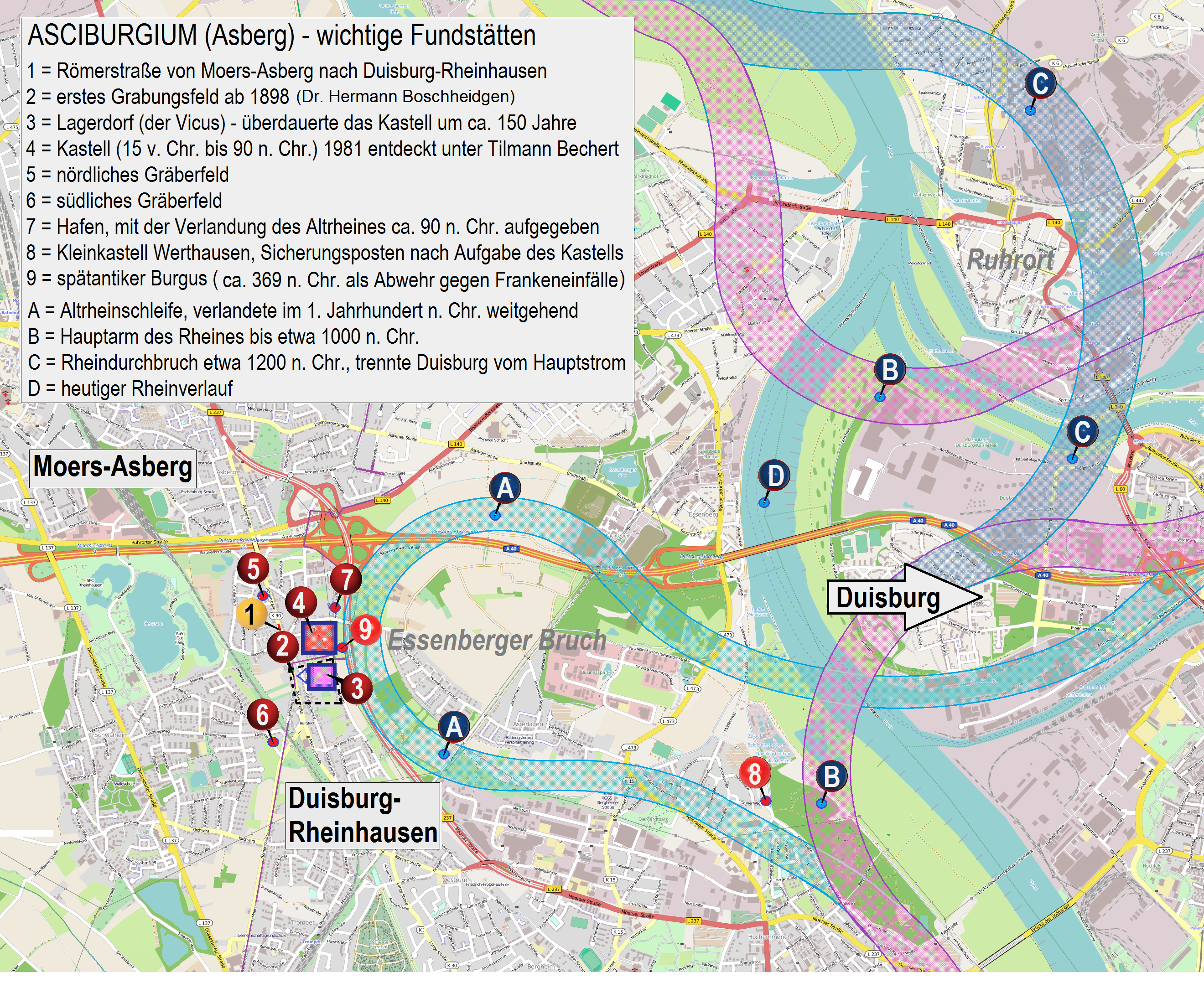
Römische Fundstellen in und bei Asciburgium – im Grenzbereich von Moers-Asberg und Rheinhausen-Bergheim-Oestrum

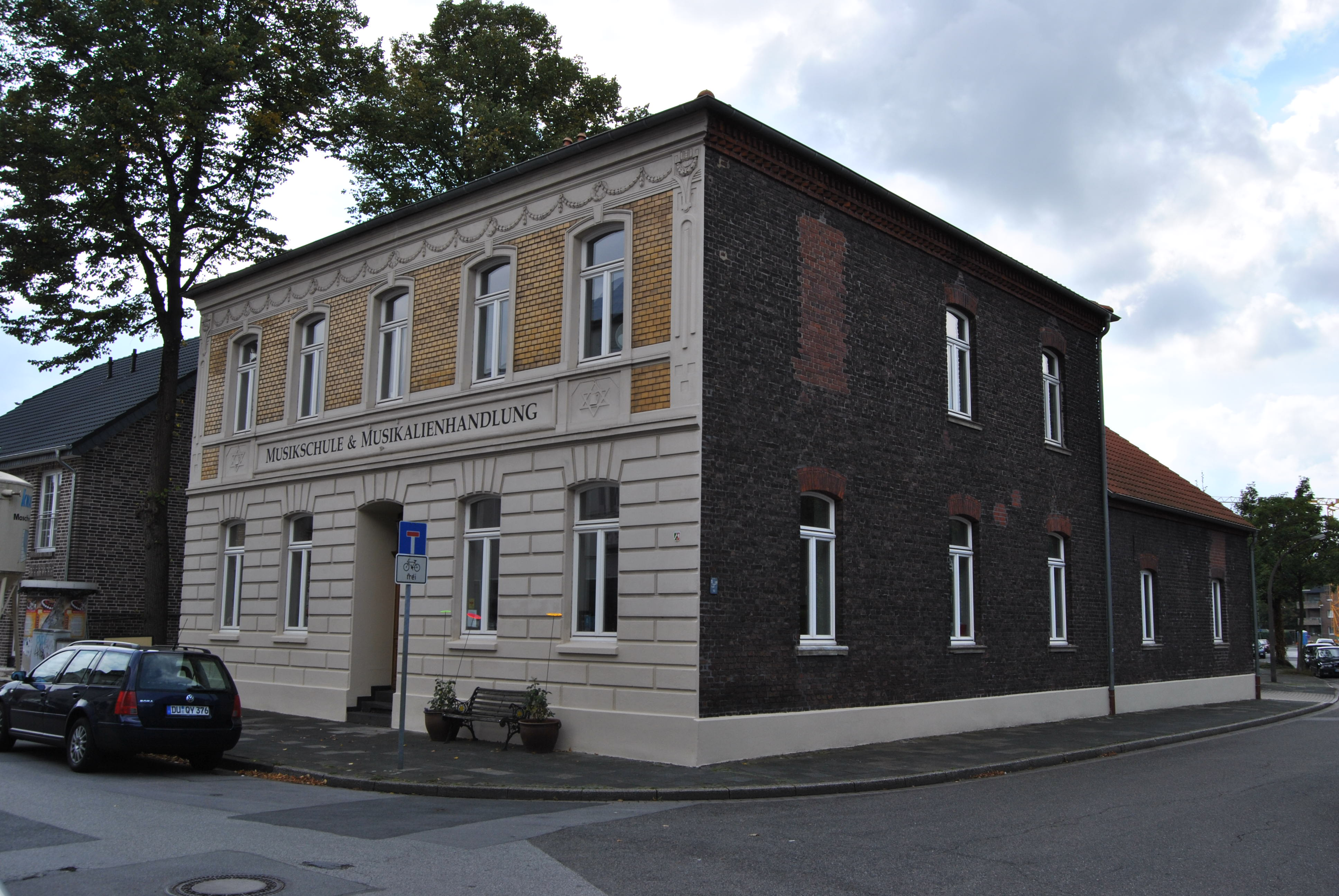
Musikschule in Bergheim-Oestrum (Gebäude von 1894)

## Lage
Bergheim liegt linksrheinisch und grenzt an die übrigen Stadtteile des Stadtbezirks Rheinhausen, nämlich im Süden an Rumeln-Kaldenhausen mit dem Freizeitgelände Toeppersee sowie Friemersheim und Rheinhausen-Mitte, im Osten an Hochemmerich. Im Norden Bergheims liegen die Duisburger Stadtteile Homberg und Hochheide. Diese gehören zum Stadtbezirk Duisburg-Homberg/Ruhrort/Baerl. Im Westen Bergheims liegt die Stadt Moers, Stadtteil Asberg.

## Namensgebung und Ortsteile
Namensgebend für Bergheim war die leichte Anhöhe, auf der der Ort liegt (Gebiet rund um den Wasserturm). Zum heutigen Stadtteil Bergheim gehören die Ortsteile Oestrum, Trompet und Winkelhausen, letzterer in der Niederung eines ehemaligen Altrheinarms.
Zum Stadtteil gehören im Norden die Gewerbegebiete „Businesspark Asterlagen“ mit dem Briefzentrum 46/47 und das Gewerbegebiet Mevissen auf dem ehemaligen Zechengelände der Zeche Wilhelmine Mevissen, die von 1914 bis zum 30. Juni 1973 Steinkohle förderte, weiterhin im Osten der Rheinhauser Volkspark, der zwischen 1928 und 1930 als Hindenburgpark gegründet und in den Jahren 1955 bis 1957 erheblich erweitert wurde und auch Sitz des 1962 in Betrieb gegangenen Johanniter-Krankenhauses ist. Auf dem Gelände der ehemaligen, im Jahr 1857 gegründeten und 1963 stillgelegten Dampfziegelei Schrooten am Flutweg befinden sich die in den 1960er und 1970er Jahren in Betrieb genommenen Schulen Krupp-Gymnasium und Heinrich-Heine-Gesamtschule.

## Geschichte

### Frühgeschichte
Die Duisburger Stadtarchäologie konnte in den vergangenen Jahren in Bergheim ein umfangreiches Urnenfeld der Eisenzeit (ca. 700–500/450 v. Chr.) freilegen. Insgesamt wurden über 140 Grabstellen gefunden und gesichert. Diese Urnenfunde sowie weitere Befunde, die eine Siedlung in direkter Nachbarschaft belegen, beweisen, dass Bergheim bereits vor zweieinhalb Jahrtausenden besiedelt war.
In direkter Nachbarschaft zu Bergheim, auf Moerser Gebiet (Moers-Asberg), teilweise auch auf Bergheimer Gebiet (Gemarkung Oestrum), lagen das Römerlager Asciburgium und die alte Römerstraße (B 57).
Der Bereich des alten Römerkastells bei den heutigen Siedlungsbereichen in Asberg und Oestrum lag direkt auf der linken Seite einer alten Rheinschleife, die im ersten Jahrhundert zu verlanden begann. Einige Gebiete, die heute zu Bergheim zählen, wie z. B. Winkelhausen, lagen historisch innerhalb der Schleife auf der rechten Seite des Altrheines.
Die weitgehende Verlandung der Rheinschleife und damit verbundene Verschlechterung der Versorgungslage führte letztlich zur Aufgabe des Kastells etwa 86 n. Chr. und zur Gründung des Kleinkastells Werthausen auf dem Gebiet des benachbarten Hochemmerich, in der Nähe des Hauptstromes.
Die Gegend um Bergheim lag also über Jahrhunderte im Bereich des Niedergermanischen Limes, d. h. Grenzgebietes des Römischen Reichs zur Germania magna, dem Großen Germanien (östlich vom Hauptstrom des Rheines).

### Mittelalter
Nach Untergang des Weströmischen Reichs wurde Bergheim Teil des Fränkischen Reichs. Aus der Zeit des Übergangs vom Fränkischen Reich zum Lotharii Regnum (dem Mittelreich Kaiser Lothars I.) im 9. Jahrhundert stammt die erste urkundliche Erwähnung Bergheims. Der Ort erscheint als Berghem in den Urbaren der Abtei Werden. Auch Oestrum (Ostarhem) erscheint in dieser frühen Quelle. In einem Einkünfteverzeichnis der Kapelle des Werdener Propstes in Asterlagen aus der Zeit zwischen 1097 und 1105 erscheint ein Christianus de Berghem. An derselben Stelle wird auch Winkelhausen (Winkilhuson) genannt. Um 1250 wiederum erscheint im Heberegister des Werdener Propsteihofes Asterlagen ein Godefricus de Bergheim.

### 18. und 19. Jahrhundert
Im weiteren Verlauf gehörte Bergheim im Heiligen Römischen Reich über viele Jahrhunderte zur Grafschaft Moers. 1702 fiel Bergheim zusammen mit der Grafschaft Moers im Rahmen einer Erbfolge an Preußen. Zwischen 1794 und 1814 war die Region unter Napoleon französisches Territorium, u. a. wurde der Code civil hier eingeführt. Ab 1814 gehörte die Region als Ergebnis des Wiener Kongresses wiederum zu Preußen (als Teil der Rheinprovinz).
Die Landgemeinde Bergheim (im südlichen Teil des heutigen Stadtteils) und die nördlich gelegene Landgemeinde Oestrum sowie die Bauerschaften Asterlagen, Winkelhausen und Trompet (mit dem 1849 eröffneten Bahnhof) gehörten seit 1816 zum Kreis Rheinberg, seit 1823 zum Kreis Geldern und seit seiner Gründung im Jahre 1857 zum Kreis Moers. Seit 1794 war das Gebiet Teil der Bürgermeisterei Hochemmerich.

### 20. Jahrhundert
Bergheim wurde zusammen mit Oestrum am 1. April 1921 nach Hochemmerich eingemeindet.
Seit 1923 war Bergheim Ortsteil der Gemeinde Rheinhausen, die 1934 Stadtrechte erhielt. In dieser Zeit fand ein großer Mietwohnungsbau in Bergheim statt, vor allem seitens der Zechengesellschaft. Um den Schauenplatz finden sich jetzt noch denkmalgeschützte, zum Teil herrschaftliche Gebäude aus der Zechensiedlung, die um 1927 errichtet wurden. An die Bergbaugeschichte erinnert heute die Rheinhauser Bergbausammlung nahe dem Wasserturm Bergheim.
Die Freiwillige Feuerwehr Bergheim wurde ebenfalls 1923 gegründet.
Erst mit der kommunalen Neuordnung, die am 1. Januar 1975 wirksam wurde, wurde Bergheim schließlich ein Duisburger Stadtteil mit seinem derzeitigen Gebietszuschnitt.
Viele Bewohner haben heute einen Migrationshintergrund. Das in den Medien 2012 als sog. „Problemhaus“ bekannt gewordene Objekt „In den Peschen 3–5“ wurde bis Januar 2014 von vielen Menschen aus Südosteuropa bewohnt.

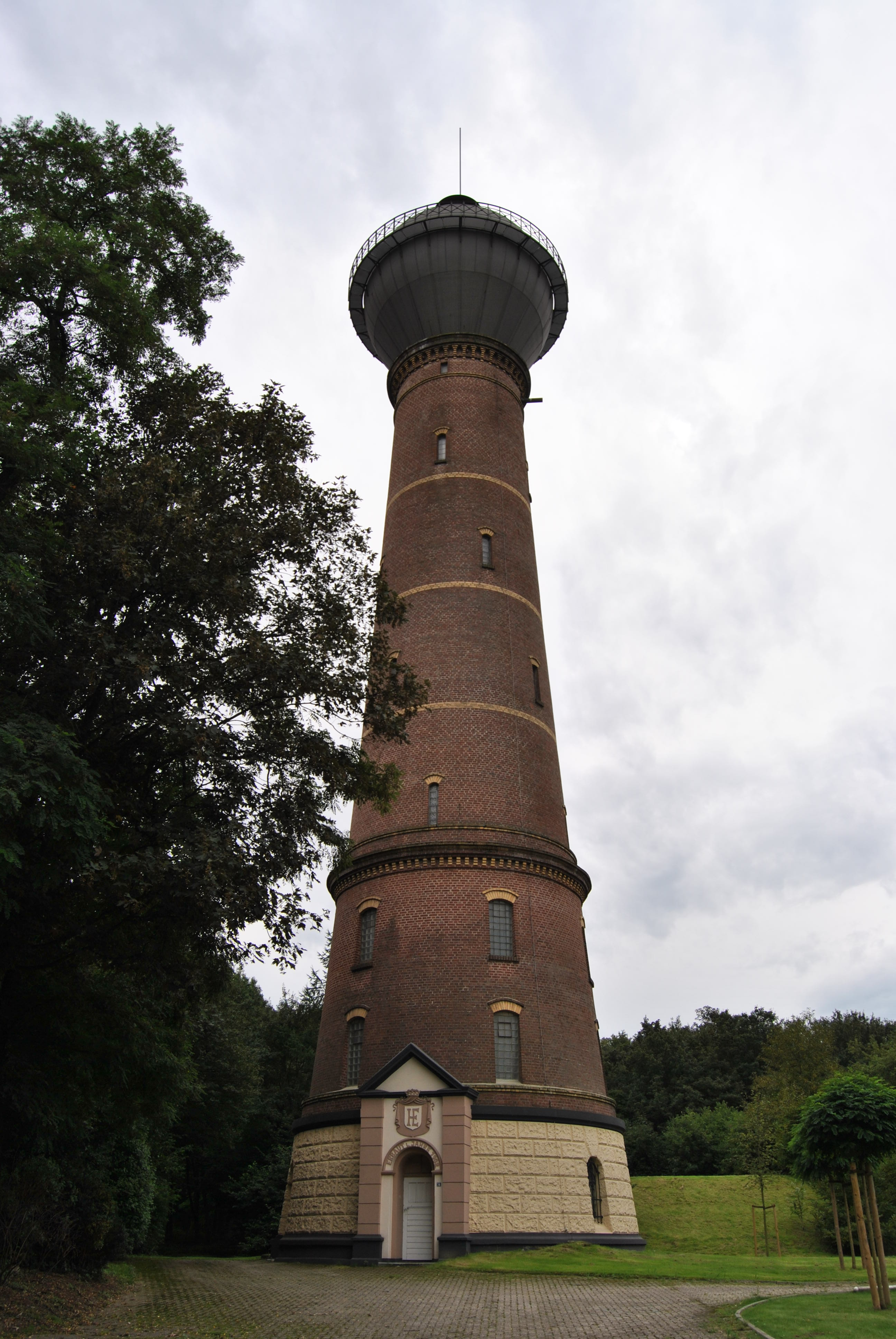
Wasserturm Bergheim

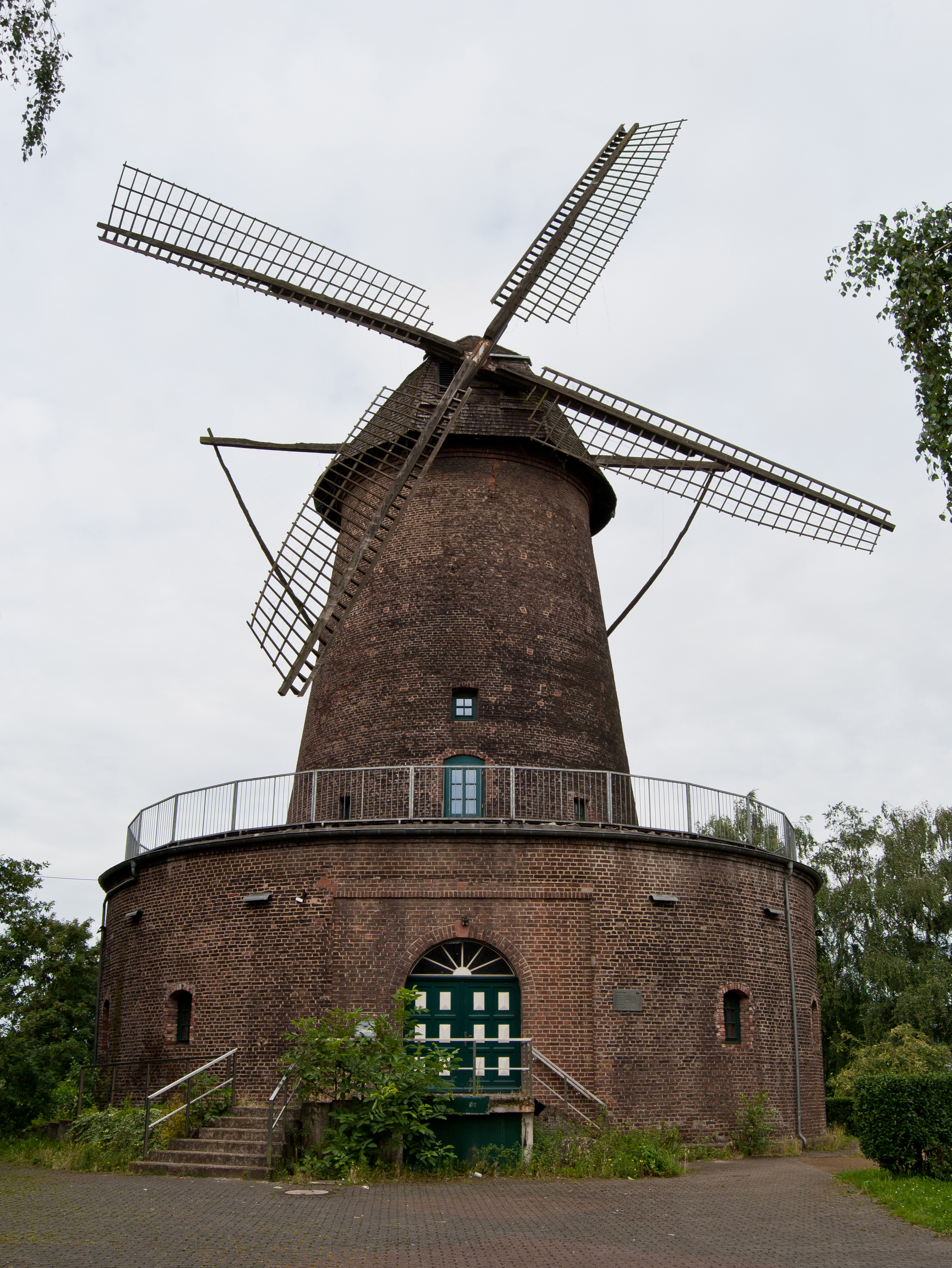
Bergheimer Mühle von 1794

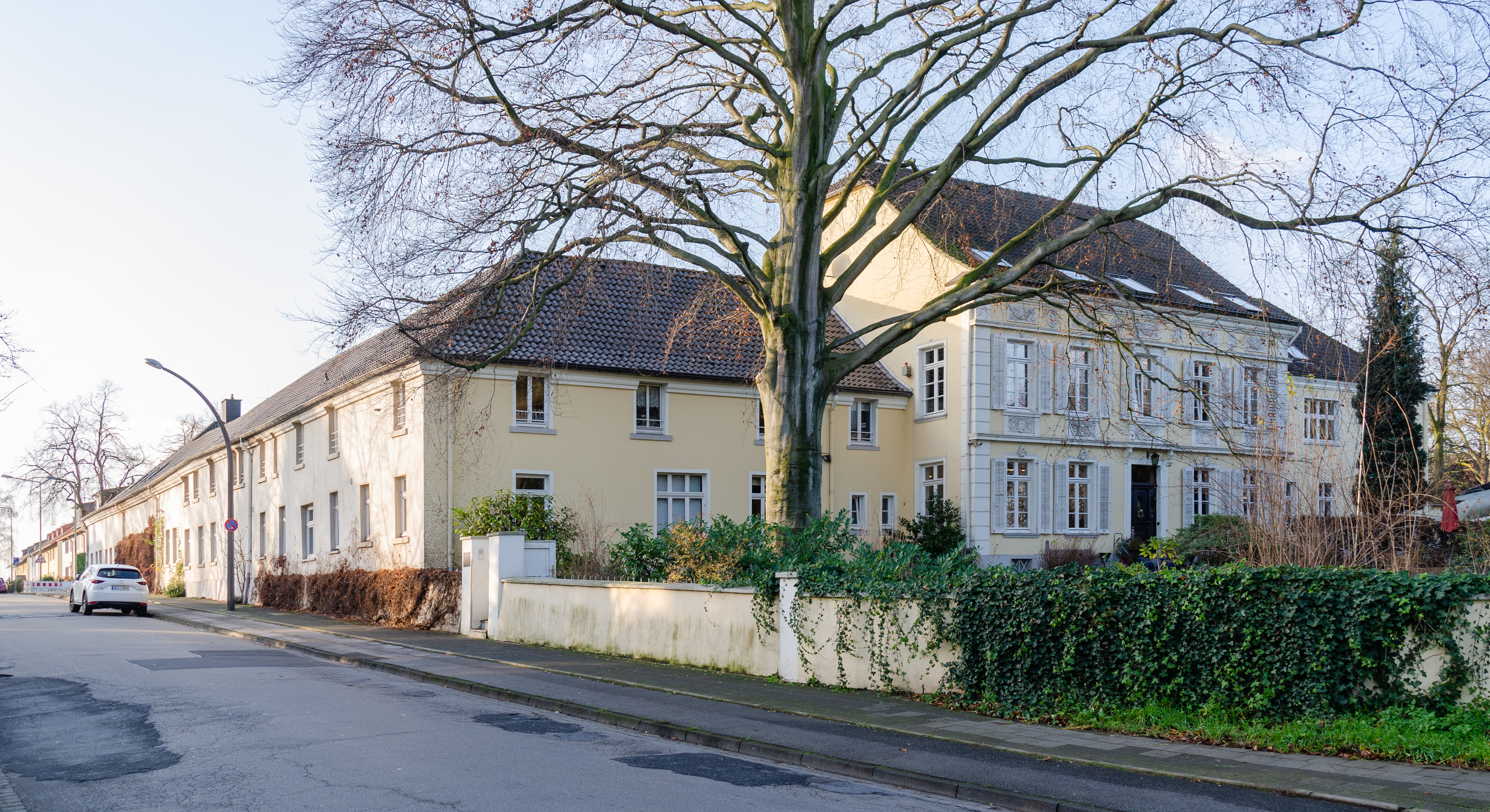
Historischer Schauenhof mit Herrenhaus

## Bauwerke
- Wasserturm Bergheim
- Windmühle Bergheim, erbaut 1794
- Bahnhofsgebäude Trompet, erbaut 1928
- Jugendforum, Alfred-Hitz-Platz (ehemaliges Modell-Jugendzentrum aus den 1970er Jahren)
- Denkmalgeschützte Häuser der Steigersiedlung am Schauenplatz (Bergbaudirektorenvilla u. ä.) aus den Jahren 1922–1927
- Schauenhof (errichtet 1851)

### Wasserturm Bergheim
Der Wasserturm Bergheim an der Straße Auf dem Berg wurde 1908 als Speicherturm zum Wasserwerk der Gemeinde Hochemmerich unter der Leitung von Josef Hansen erbaut. Heute gehört er zur Stadt Duisburg. Er war bis 1996 in Betrieb. Er steht seit 1990 unter Denkmalschutz. Die Höhe des Turmes beträgt 50 Meter, der Durchmesser am Boden 12 Meter, der sich bis zum Auflager des Kugelbehälters auf etwa die Hälfte verjüngt. Der Kugelbehälter der Firma Klönne, Dortmund, hat einen Durchmesser von ca. 9,20 Meter und fasst 3.000 Kubikmeter Wasser. Der Turm besteht aus Ziegelmauerwerk und enthält 7 Stockwerke.

### Bergheimer Mühle
Nach den Vorgängern von 1595 und 1724 entstand die Bergheimer Mühle am Bonnacker im Jahre 1794. Die Turmwindmühle war bis 1930 in Betrieb und wurde nach Kriegsbeschädigung von ihrem Besitzer Gerhard Bücken wieder aufgebaut. 1980 wurde auch das Flügelkreuz wieder angebracht. Sie diente mehrfach als Restaurant. Eine weitere Mühle in Bergheim befand sich nahe dem Alfred-Hitz-Platz. In den 1960er Jahren wurde sie abgerissen.

### Bahnhof Trompet
In Bergheim liegt der 1849 eröffnete Regionalbahnhof Trompet mit der Bahnlinie RB31 – Der Niederrheiner (Duisburg-Xanten), auch „Hippeland-Express“ genannt. Eine weitere durch Trompet verlaufende Bahnstrecke von Rumeln nach Homberg wird seit vielen Jahrzehnten nur noch für den Werksverkehr genutzt. Das nicht mehr in Verwendung befindliche Bahnhofsgebäude stammte aus dem Jahre 1928; es wurde im August 2022 abgerissen.

### Schauenhof
Das Herrenhaus am Bernhard-Röcken-Weg 1 (benannt nach dem Generaldirektor der Zeche Diergardt-Mevissen) ist ein Teil des ehemaligen Gutshofes „Schauenhof“ und gehört zu den ältesten und größten Höfen Bergheims. Der „Crölls-Hof“, später nach seinem Besitzer Johan Schauen „Schauenhof“ genannt, wird erstmals 1481 erwähnt, dazu gehörten 130 Morgen, rund 33,35 ha Grund. Im Jahre 1875 wird den bäuerlichen Gebäuden das klassizistisch anmutende Herrenhaus hinzugefügt. Bis 1911 bleibt die Nutzung jedoch ausschließlich landwirtschaftlicher Art. Erst nach dem Erwerb des Geländes mit sämtlichen Gebäudeteilen durch die Zeche „Wilhelmine Mevissen“ wurde aus dem Gutshof eine Verwaltungszentrale. Nach dem Ende des Zechenbetriebs 1973 beherbergte der Schauenhof lange eine Künstlerkolonie, die von Hans-Joachim Wiese gegründet wurde. Jetzt ist der Hof Sitz eines internationalen Literaturservices und enthält 23 Eigentumswohnungen.

## Grünanlagen

### Volkspark Rheinhausen

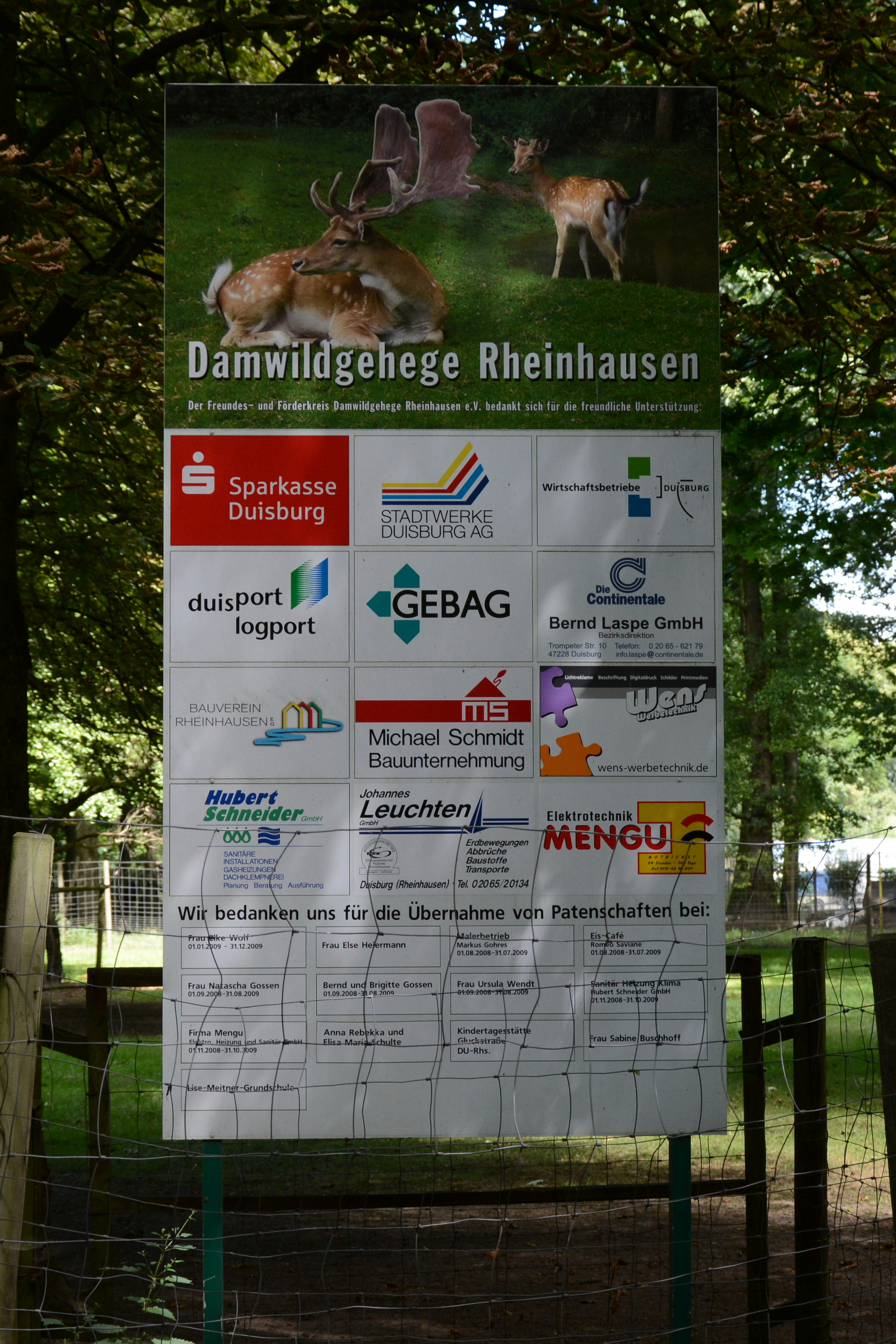

Die erste Ausbauphase des Volksparks an der Gartenstraße (damals als Hindenburgpark bezeichnet), die in den Jahren 1928/1930 erfolgte, orientierte sich von der Linienführung streng an die Vorbilder der französischen Renaissancegärten. 1950 wurde der Park um 32 Hektar erweitert. Im Zuge dieser Erweiterung wurde eine mit Müll aufgefüllte Fläche zu einem Hügel umgestaltet und begrünt. 1955 und 1962 wurden weitere 4,5 Hektar Fläche parkartig ausgebaut, 18,6 Hektar wurden waldähnlich aufgeforstet. Im Südteil des Parks wurde die Sportanlage des OSC Rheinhausen eingerichtet. Der Volkspark beinhaltet mehrere Spiel- und Wasserflächen, einen Heidegarten, einen Musikpavillon, ein Parkcafé und eine Minigolfanlage sowie ein Damwildgehege.

### Friedhof Trompet
Mit der Anlegung des Kommunalfriedhofs zwischen dem Trompeter Bahnhof und einer stillgelegten Bahnstrecke wurde 1914 begonnen. Nach der Herrichtung des Geländes und dem Bau einer Friedhofskapelle wurde die Begräbnisstätte im Jahre 1916 ihrer Bestimmung übergeben.
In den Jahren 1947/48 wurde die stark zerstörte Kapelle mit Hilfe der Zeche Diergardt-Mevissen wieder vollständig aufgebaut. Um die beengten Verhältnisse in den Nebenräumen der Kapelle zu beseitigen, entstand zwischen 1956 und 1957 ein Sozialgebäude für die städtischen Bediensteten. Da die Beerdigungsfläche gegen Ende der 1970er Jahre nicht mehr ausreichte, wurde der östlich angrenzende Bahndamm teilweise abgetragen und der Friedhof um ca. 1 ha erweitert. Am 18. Juli 2004 zerstörte eine Windhose über Rheinhausen einen großen Teil des Baumbestandes des Trompeter Friedhofes. Inzwischen fand eine Wiederaufforstung statt. Seit dem 30. März 2014 erinnert eine Gedenktafel an den hier 1971 bestatteten Moerser Bergmann und Dichter Johann Esser, den vom NS-Staat verfolgten und im KZ Börgermoor inhaftierten Dichter des Moorsoldatenliedes.

## Verkehr
Der Bahnhof Bergheim (b Moers) lag an der Bahnstrecke Duisburg-Meiderich Nord–Hohenbudberg. Diese ist im Bereich Bergheims stillgelegt.
Der öffentliche Personennahverkehr im Stadtteil Bergheim wird von der Duisburger Verkehrsgesellschaft (DVG) betrieben. Einige der Linien werden im Gemeinschaftsverkehr mit der NIAG Niederrheinische Verkehrsbetriebe betrieben. Durch Bergheim verkehren die Buslinien 914, 920, 921, 922, 924, SB 42 sowie die am Bahnhof Trompet haltende Regionalbahnlinie RB31.

## Fotogalerie

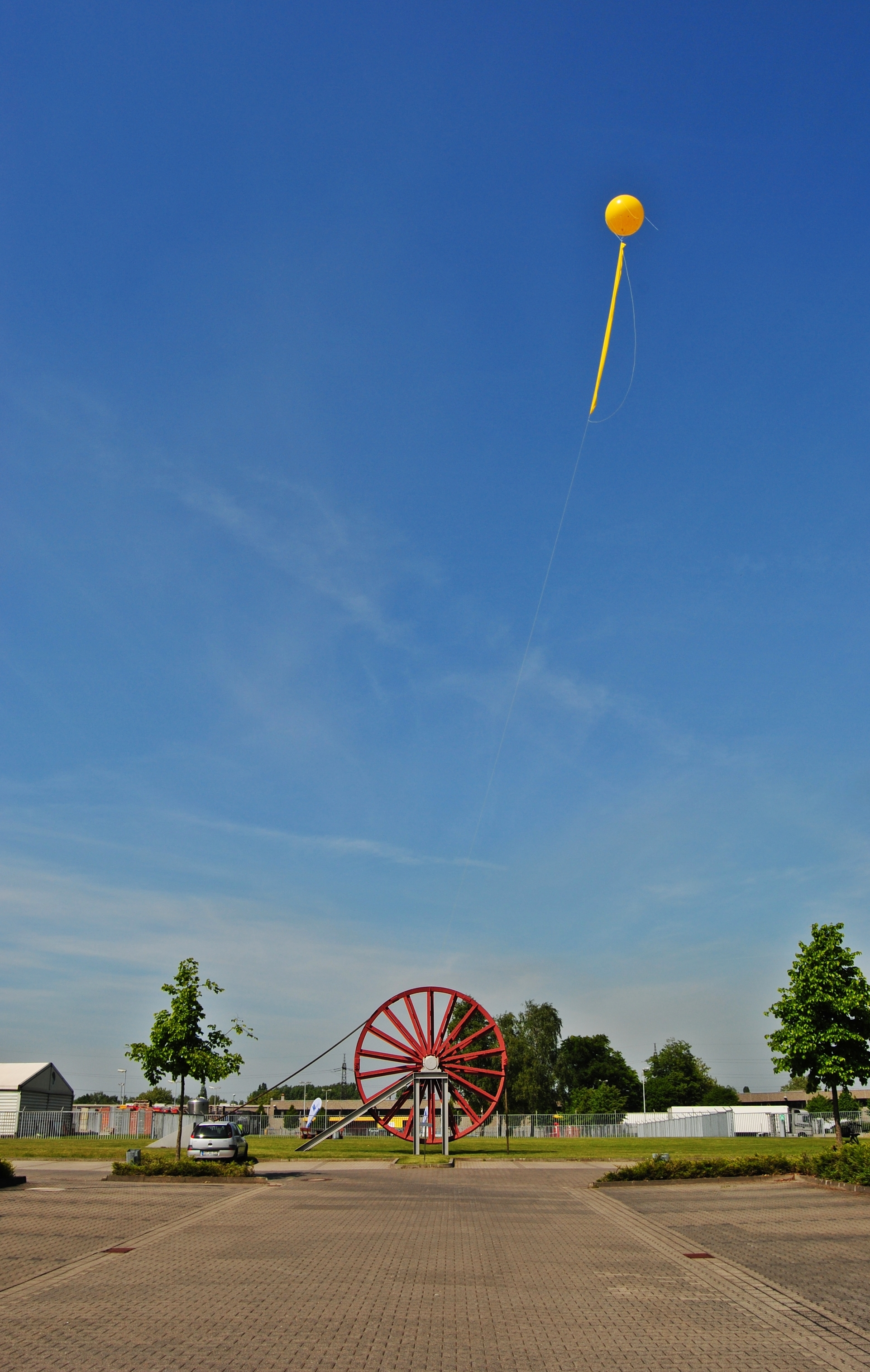
Seilscheibe bei der ehemaligen Zeche Wilhelmine Mevissen während SchachtZeichen
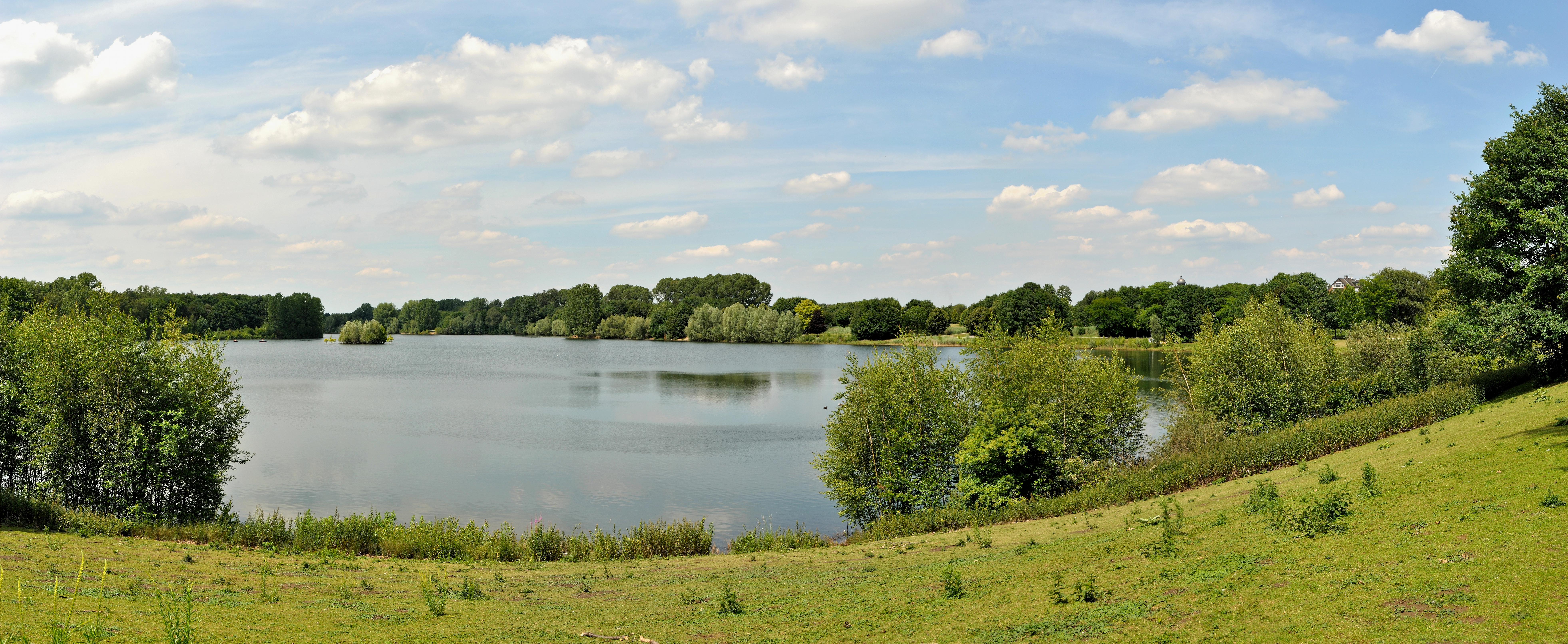
Toeppersee
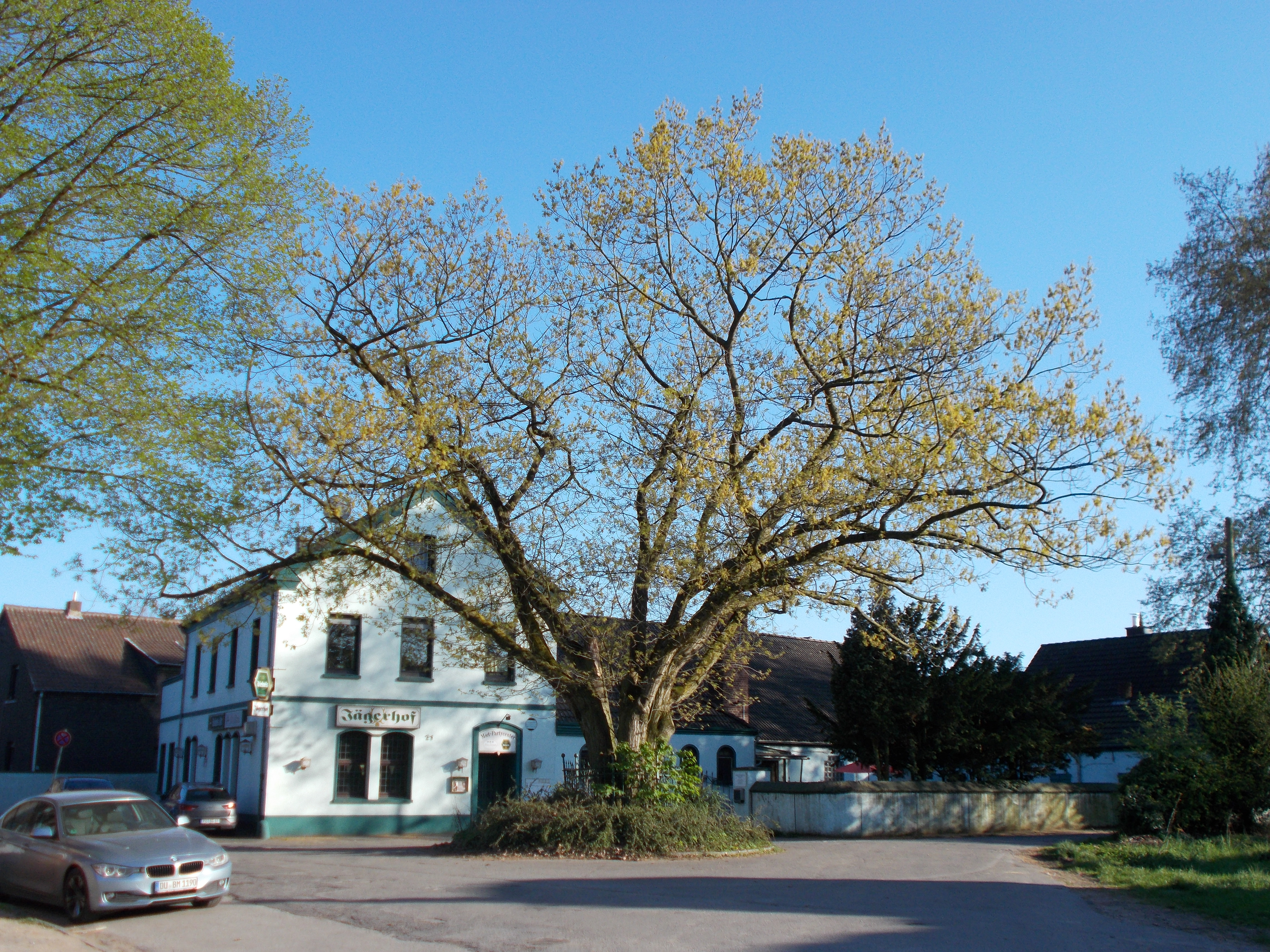
Historischer Dorfplatz Oestrum mit denkmalgeschützter Friedenseiche
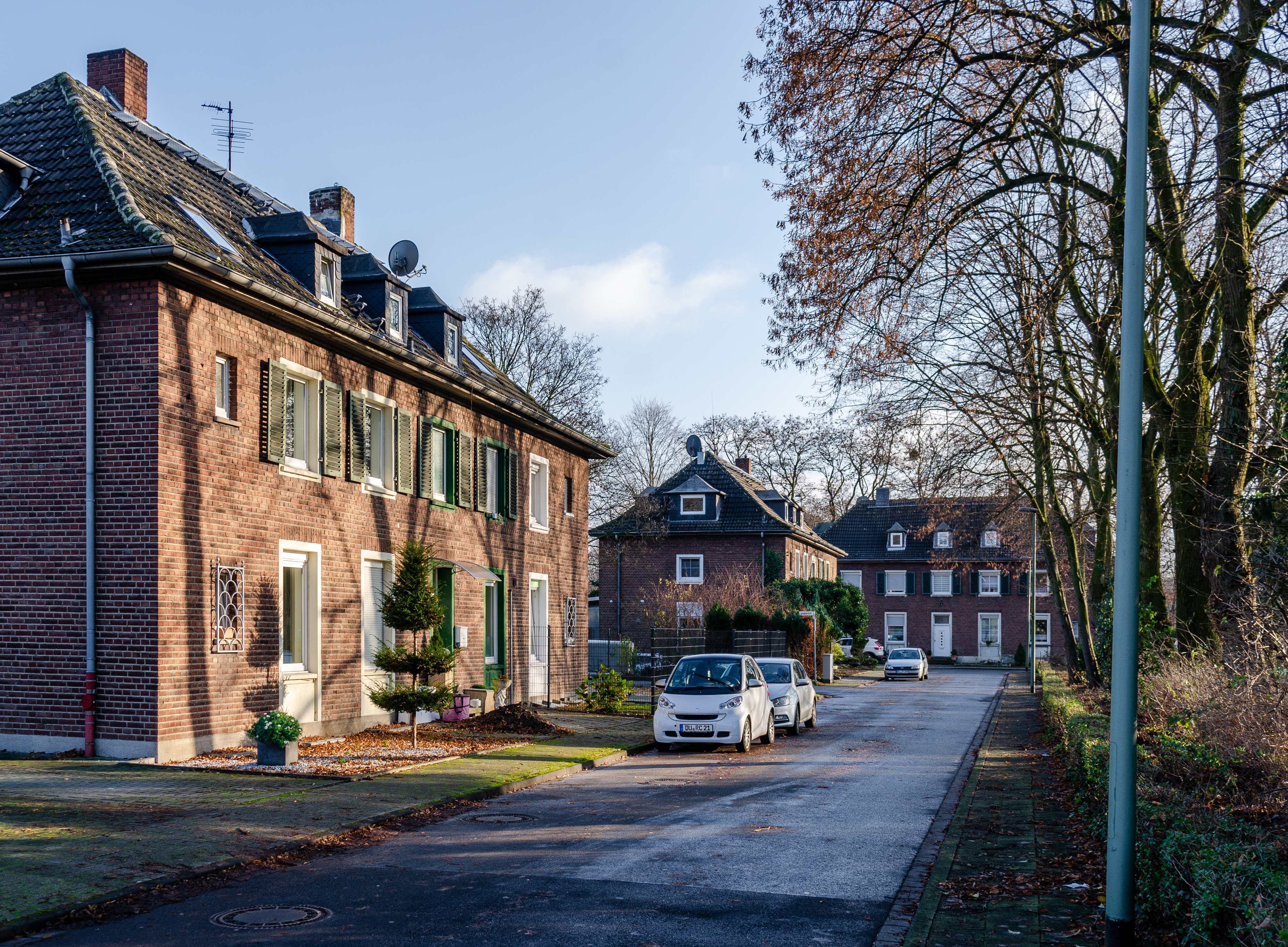
Siedlung Schauenplatz
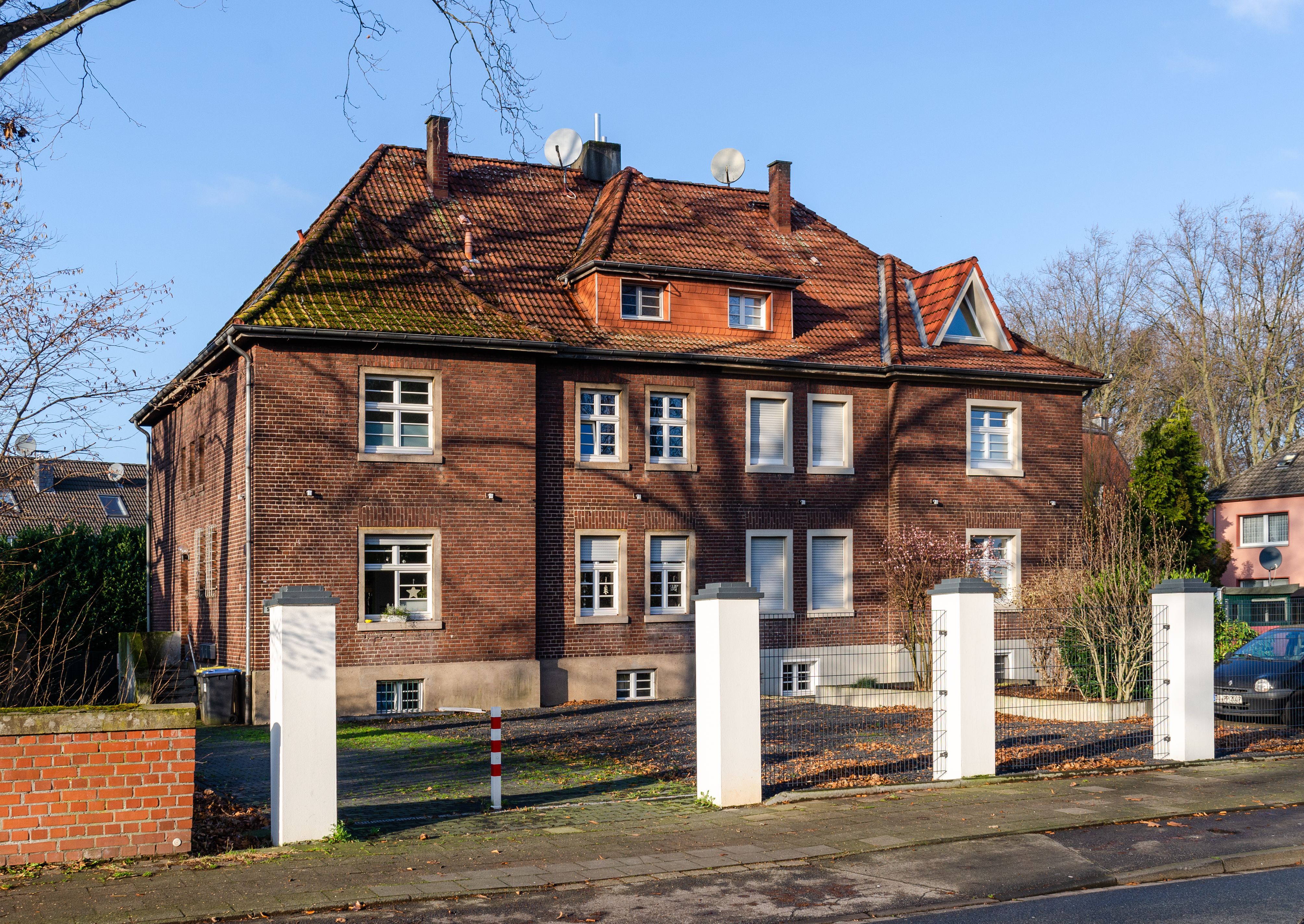
Beamtenvilla am Schauenplatz
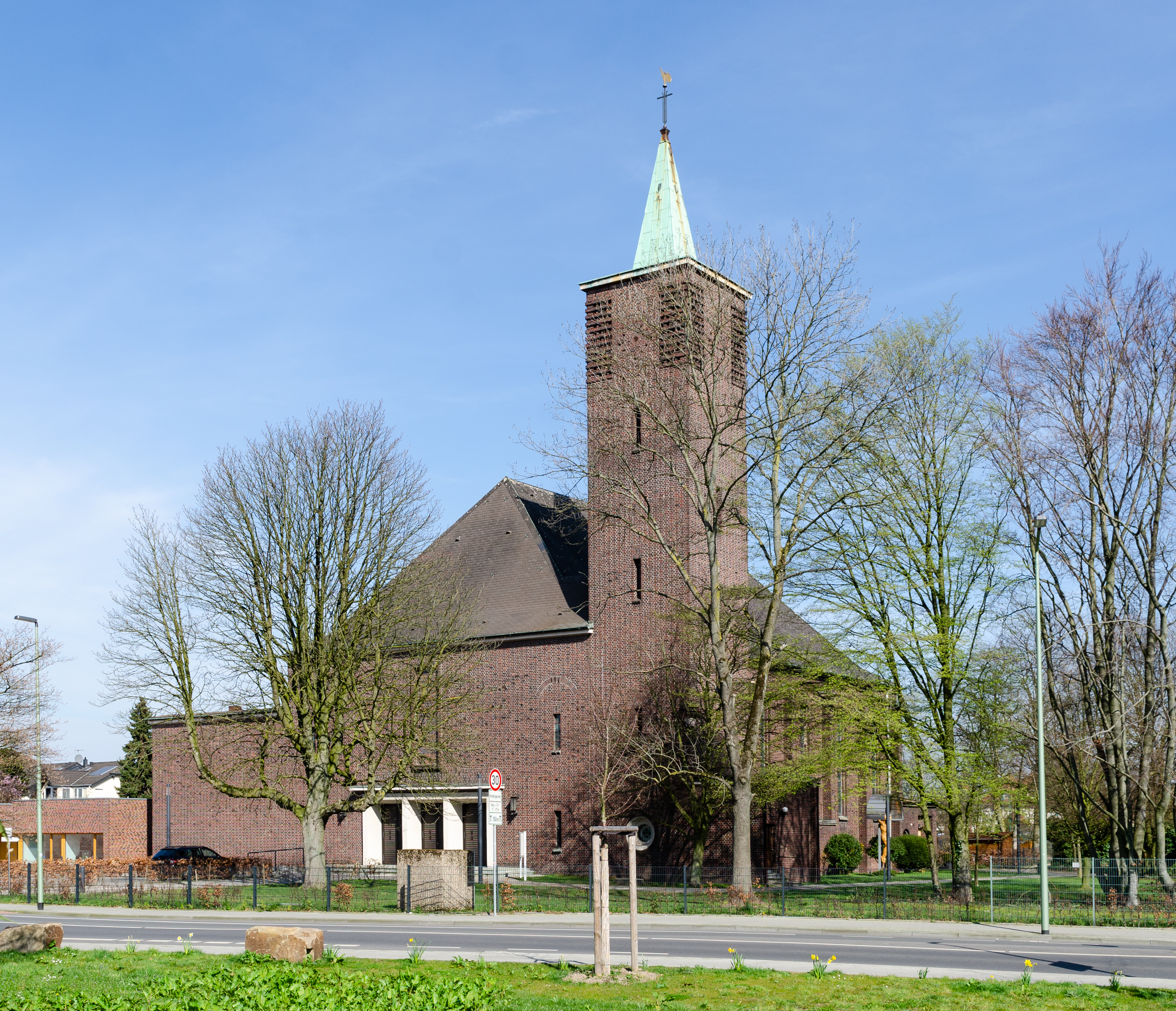
Katholische Kirche Christus König
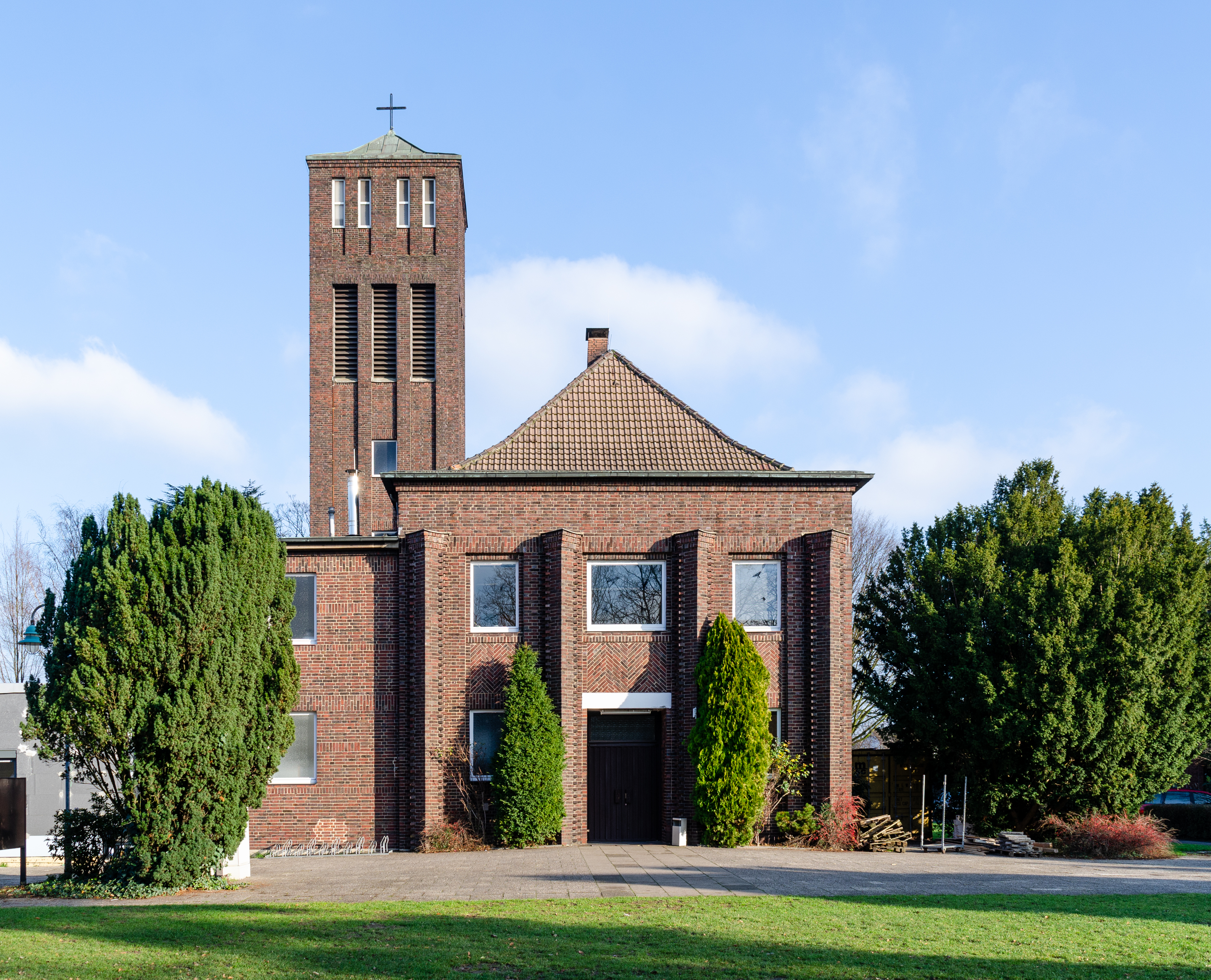
Evangelische Friedenskirche
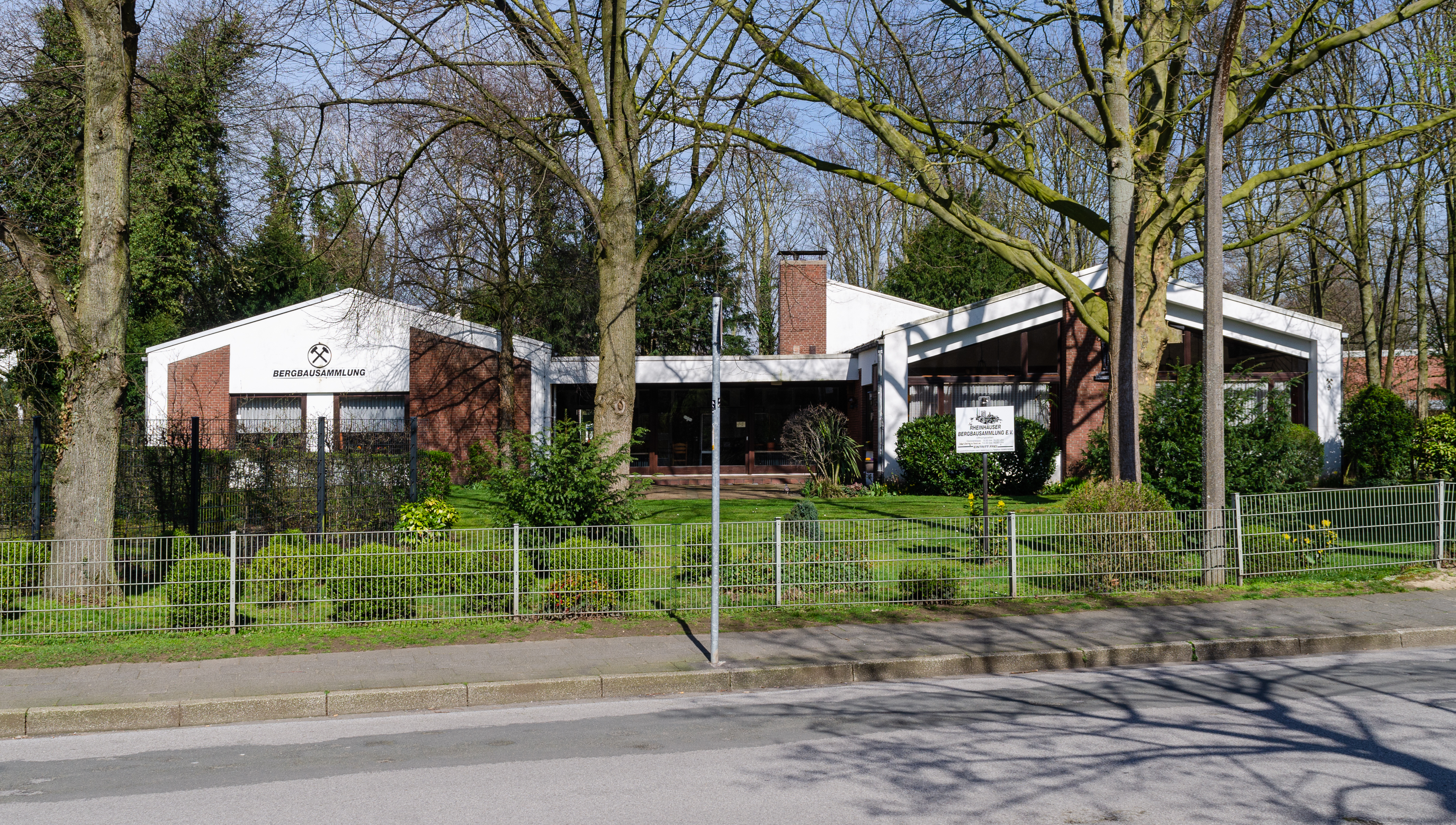
Rheinhauser Bergbausammlung